# Tour de France 2021/8. Etappe
Die 8. Etappe der Tour de France 2021 führte am 3. Juli 2021 über 150,8 Kilometer von Oyonnax nach Le Grand-Bornand.
Etappensieger wurde Dylan Teuns	(Bahrain Victorious). Es folgten auf den Plätzen zwei bis vier Ion Izagirre	(Astana-Premier Tech) auf 44 Sekunden, Michael Woods (Israel Start-Up Nation) auf 47 Sekunden und Tadej Pogačar (UAE Team Emirates) auf 49 Sekunden. Pogačar übernahm das Gelbe Trikot des Gesamtführenden.

## Verlauf
Nach umkämpften Etappenbeginn, bei der das Feld früh auseinanderfiel, konnte sich Wout Poels (Bahrain Victorious) an der Bergwertung der 3. Kategorie an der Côte de Copponex (km 62) absetzen. Poels, der durch seine Fahrweise das Gepunktete Trikot übernahm und mit der Roten Rückennummer ausgezeichnet wurde, war auch Teil einer 18-köpfigen Ausreißergruppe, die sich an der Côte de Menthonnex-en-Bornes (km 73, 4. Kategorie) bildete. Aus der Spitzengruppe setzten sich auf den letzten beiden Anstiegen der ersten Kategorie (Col de Romme, km 122 und Col de la Colombière, km 136) Woods, Teuns und Izagirre ab, während in der Favoritengruppe Pogačar am Col de Romme 30,5 Kilometer vor dem Ziel angriff, dem nur vorübergehend Richard Carapaz (Ineos Grenadiers) folgen konnte. Bis auf Teuns holte Pogačar am Col de la Colombière alle Ausreißer ein.
Die meisten anderen Mitfavoriten für die Gesamtwertung kamen gut vier Minuten nach dem Tagessieger ins Ziel. Der Sieger der Tour de France 2018 Geraint Thomas (Ineos Grenadiers) und der Vorjahreszweite Primož Roglič (Jumbo-Visma) kamen mit dem Gruppetto mit über 35 Minuten Rückstand ins Ziel.

## Ergebnis
| \| Etappenergebnis \| Etappenergebnis \| Etappenergebnis \| Etappenergebnis \| Etappenergebnis \| \| Fahrer \| Fahrer \| Land \| Team \| Zeit \| \| --------------- \| ---------------------- \| ---------------------- \| ---------------------- \| --------------- \| \| 1. \| Dylan Teuns \| Belgien \| Bahrain Victorious \| 3 h 54 min 41 s \| \| 2. \| Ion Izagirre \| Spanien \| Astana-Premier Tech \| + 44 s \| \| 3. \| Michael Woods \| Kanada \| Israel Start-Up Nation \| + 47 s \| \| 4. \| Tadej Pogačar \| Slowenien \| UAE Team Emirates \| + 49 s \| \| 5. \| Wout Poels \| Niederlande \| Bahrain Victorious \| + 2 min 33 s \| \| 6. \| Simon Yates \| Vereinigtes Königreich \| BikeExchange \| + 2 min 43 s \| \| 7. \| Aurélien Paret-Peintre \| Frankreich \| AG2R Citroën Team \| + 3 min 03 s \| \| 8. \| Guillaume Martin \| Frankreich \| Cofidis \| + 3 min 03 s \| \| 9. \| Mattia Cattaneo \| Italien \| Deceuninck-Quick Step \| + 4 min 07 s \| \| 10. \| Jonas Vingegaard \| Dänemark \| Jumbo-Visma \| + 4 min 09 s \| |                        |                        |                        |                 |
| |                        |                        |                        |                 |
| Quelle: ProCyclingStats |                        |                        |                        |                 |
| Etappenergebnis |                        |                        |                        |                 |
| Fahrer | Fahrer                 | Land                   | Team                   | Zeit            |
| 1. | Dylan Teuns            | Belgien                | Bahrain Victorious     | 3 h 54 min 41 s |
| 2. | Ion Izagirre           | Spanien                | Astana-Premier Tech    | + 44 s          |
| 3. | Michael Woods          | Kanada                 | Israel Start-Up Nation | + 47 s          |
| 4. | Tadej Pogačar          | Slowenien              | UAE Team Emirates      | + 49 s          |
| 5. | Wout Poels             | Niederlande            | Bahrain Victorious     | + 2 min 33 s    |
| 6. | Simon Yates            | Vereinigtes Königreich | BikeExchange           | + 2 min 43 s    |
| 7. | Aurélien Paret-Peintre | Frankreich             | AG2R Citroën Team      | + 3 min 03 s    |
| 8. | Guillaume Martin       | Frankreich             | Cofidis                | + 3 min 03 s    |
| 9. | Mattia Cattaneo        | Italien                | Deceuninck-Quick Step  | + 4 min 07 s    |
| 10. | Jonas Vingegaard       | Dänemark               | Jumbo-Visma            | + 4 min 09 s    |

## Gesamtstände
| \| Gesamtwertung \| Gesamtwertung \| Gesamtwertung \| Gesamtwertung \| Gesamtwertung \| \| Fahrer \| Fahrer \| Land \| Team \| Zeit \| \| ------------- \| ---------------- \| ------------- \| ------------------- \| ---------------- \| \| 1. \| Tadej Pogačar \| Slowenien \| UAE Team Emirates \| 29 h 38 min 25 s \| \| 2. \| Wout van Aert \| Belgien \| Jumbo-Visma \| + 1 min 48 s \| \| 3. \| Alexei Luzenko \| Kasachstan \| Astana-Premier Tech \| + 4 min 38 s \| \| 4. \| Rigoberto Urán \| Kolumbien \| EF Education-Nippo \| + 4 min 46 s \| \| 5. \| Jonas Vingegaard \| Dänemark \| Jumbo-Visma \| + 5 min 00 s \| \| 6. \| Richard Carapaz \| Ecuador \| Ineos Grenadiers \| + 5 min 01 s \| \| 7. \| Wilco Kelderman \| Niederlande \| Bora-Hansgrohe \| + 5 min 13 s \| \| 8. \| Enric Mas \| Spanien \| Movistar Team \| + 5 min 15 s \| \| 9. \| David Gaudu \| Frankreich \| Groupama-FDJ \| + 5 min 52 s \| \| 10. \| Pello Bilbao \| Spanien \| Bahrain Victorious \| + 6 min 41 s \| |                  |             |                     |                  |
| |                  |             |                     |                  |
| Quelle: ProCyclingStats |                  |             |                     |                  |
| Gesamtwertung |                  |             |                     |                  |
| Fahrer | Fahrer           | Land        | Team                | Zeit             |
| 1. | Tadej Pogačar    | Slowenien   | UAE Team Emirates   | 29 h 38 min 25 s |
| 2. | Wout van Aert    | Belgien     | Jumbo-Visma         | + 1 min 48 s     |
| 3. | Alexei Luzenko   | Kasachstan  | Astana-Premier Tech | + 4 min 38 s     |
| 4. | Rigoberto Urán   | Kolumbien   | EF Education-Nippo  | + 4 min 46 s     |
| 5. | Jonas Vingegaard | Dänemark    | Jumbo-Visma         | + 5 min 00 s     |
| 6. | Richard Carapaz  | Ecuador     | Ineos Grenadiers    | + 5 min 01 s     |
| 7. | Wilco Kelderman  | Niederlande | Bora-Hansgrohe      | + 5 min 13 s     |
| 8. | Enric Mas        | Spanien     | Movistar Team       | + 5 min 15 s     |
| 9. | David Gaudu      | Frankreich  | Groupama-FDJ        | + 5 min 52 s     |
| 10. | Pello Bilbao     | Spanien     | Bahrain Victorious  | + 6 min 41 s     |

| Punktewertung | Punktewertung        | Punktewertung          | Punktewertung         | Punktewertung |
| Fahrer        | Fahrer               | Land                   | Team                  | Punkte        |
| ------------- | -------------------- | ---------------------- | --------------------- | ------------- |
| 1.            | Mark Cavendish       | Vereinigtes Königreich | Deceuninck-Quick Step | 168 P.        |
| 2.            | Michael Matthews     | Australien             | BikeExchange          | 113 P.        |
| 3.            | Mathieu van der Poel | Niederlande            | Alpecin-Fenix         | 103 P.        |
| 4.            | Jasper Philipsen     | Belgien                | Alpecin-Fenix         | 102 P.        |
| 5.            | Nacer Bouhanni       | Frankreich             | Arkéa-Samsic          | 99 P.         |
| 6.            | Sonny Colbrelli      | Italien                | Bahrain Victorious    | 86 P.         |
| 7.            | Julian Alaphilippe   | Frankreich             | Deceuninck-Quick Step | 84 P.         |
| 8.            | Tadej Pogačar        | Slowenien              | UAE Team Emirates     | 79 P.         |
| 9.            | Peter Sagan          | Slowakei               | Bora-Hansgrohe        | 72 P.         |
| 10.           | Matej Mohorič        | Slowenien              | Bahrain Victorious    | 62 P.         |

| Bergwertung | Bergwertung            | Bergwertung        | Bergwertung            | Bergwertung |
| Fahrer      | Fahrer                 | Land               | Team                   | Punkte      |
| ----------- | ---------------------- | ------------------ | ---------------------- | ----------- |
| 1.          | Wout Poels             | Niederlande        | Bahrain Victorious     | 23 P.       |
| 2.          | Michael Woods          | Kanada             | Israel Start-Up Nation | 16 P.       |
| 3.          | Dylan Teuns            | Belgien            | Bahrain Victorious     | 12 P.       |
| 4.          | Matej Mohorič          | Slowenien          | Bahrain Victorious     | 11 P.       |
| 5.          | Tadej Pogačar          | Slowenien          | UAE Team Emirates      | 10 P.       |
| 6.          | Guillaume Martin       | Frankreich         | Cofidis                | 8 P.        |
| 7.          | Aurélien Paret-Peintre | Frankreich         | AG2R Citroën Team      | 8 P.        |
| 8.          | Nairo Quintana         | Kolumbien          | Arkéa-Samsic           | 6 P.        |
| 9.          | Sepp Kuss              | Vereinigte Staaten | Jumbo-Visma            | 6 P.        |
| 10.         | Ide Schelling          | Niederlande        | Bora-Hansgrohe         | 5 P.        |

| Nachwuchswertung | Nachwuchswertung       | Nachwuchswertung       | Nachwuchswertung   | Nachwuchswertung |
| Fahrer           | Fahrer                 | Land                   | Team               | Zeit             |
| ---------------- | ---------------------- | ---------------------- | ------------------ | ---------------- |
| 1.               | Tadej Pogačar          | Slowenien              | UAE Team Emirates  | 29 h 38 min 25 s |
| 2.               | Jonas Vingegaard       | Dänemark               | Jumbo-Visma        | + 5 min 00 s     |
| 3.               | David Gaudu            | Frankreich             | Groupama-FDJ       | + 5 min 52 s     |
| 4.               | Aurélien Paret-Peintre | Frankreich             | AG2R Citroën Team  | + 7 min 33 s     |
| 5.               | Lucas Hamilton         | Australien             | BikeExchange       | + 31 min 48 s    |
| 6.               | Mark Donovan           | Vereinigtes Königreich | Team DSM           | + 35 min 20 s    |
| 7.               | Sergio Higuita         | Kolumbien              | EF Education-Nippo | + 37 min 09 s    |
| 8.               | Neilson Powless        | Vereinigte Staaten     | EF Education-Nippo | + 45 min 08 s    |
| 9.               | Brent Van Moer         | Belgien                | Lotto-Soudal       | + 46 min 28 s    |
| 10.              | Dorian Godon           | Frankreich             | AG2R Citroën Team  | + 47 min 26 s    |

| Mannschaftswertung | Mannschaftswertung    | Mannschaftswertung           | Mannschaftswertung |
| Team               | Team                  | Land                         | Zeit               |
| ------------------ | --------------------- | ---------------------------- | ------------------ |
| 1.                 | Bahrain Victorious    | Bahrain                      | 89 h 03 min 04 s   |
| 2.                 | Astana-Premier Tech   | Kasachstan                   | + 15 min 34 s      |
| 3.                 | Jumbo-Visma           | Niederlande                  | + 18 min 27 s      |
| 4.                 | AG2R Citroën Team     | Frankreich                   | + 25 min 12 s      |
| 5.                 | Ineos Grenadiers      | Vereinigtes Königreich       | + 28 min 49 s      |
| 6.                 | Trek-Segafredo        | Vereinigte Staaten           | + 38 min 31 s      |
| 7.                 | Team BikeExchange     | Australien                   | + 39 min 12 s      |
| 8.                 | EF Education-Nippo    | Vereinigte Staaten           | + 44 min 21 s      |
| 9.                 | Deceuninck-Quick Step | Belgien                      | + 47 min 21 s      |
| 10.                | UAE Team Emirates     | Vereinigte Arabische Emirate | + 53 min 09 s      |